# Josef Kůta
Josef Kůta (29. prosince 1933 Praha – únor 2018 Brno) byl český politik KSČM, po sametové revoluci československý poslanec Sněmovny lidu Federálního shromáždění, od 90. let předseda městské organizace KSČM v Brně.

## Biografie
Před rokem 1989 působil jako učitel historie na Vojenské akademii Antonína Zápotockého.
Ve volbách roku 1992 byl za KSČM, respektive za koalici Levý blok, zvolen do Sněmovny lidu (volební obvod Jihomoravský kraj). Ve Federálním shromáždění setrval do zániku Československa v prosinci 1992.
V senátních volbách roku 1996 kandidoval do horní komory českého parlamentu za senátní obvod č. 60 - Brno-město, coby kandidát KSČM. Získal ale jen necelých 14 % hlasů a nepostoupil do 2. kola. Opětovně se o průnik do senátu pokusil v senátních volbách roku 1998, nyní za senátní obvod č. 58 - Brno-město. Obdržel 12 % hlasů a nepostoupil do 2. kola. V roce 1996 se uvádí bytem Brno-Lesná, v 90. letech i v první dekádě 21. století působil jako předseda městské organizace KSČM v Brně. V roce 1999 v této funkci prohlásil, že komunisté budou blokovat transporty NATO přes Českou republiku tak, aby zabránili vojenské akci proti Jugoslávii. V roce 2010 se stal vedoucím ideově-teoretické sekce při Městském výboru KSČM v Brně.
Angažoval se v komunální politice. V komunálních volbách roku 2006 byl za KSČM zvolen zastupitelem městské části Brno-sever. Opětovně kandidoval v komunálních volbách roku 2010, ale nebyl zvolen. Profesně se uvádí jako důchodce a vysokoškolský učitel.